# Unutarnjih Šest
██ Unutarnjih Šest
██ Vanjskih sedam
Unutarnja šestorka ili Unutarnjih šest (eng. Inner Six) naziv je za šest država osnivača Europskih zajednica. Ove države su bile u suprotnosti s Vanjskom sedmoricom ili Vanjskih sedam (eng. Outer Seven) – skupinom zemalja koje su osnovale Europsko udruženje slobodne trgovine, ne želeći sudjelovati u nadnacionalnoj europskoj integraciji. Pet članova vanjske sedmorice kasnije će se i sami pridružiti Europskim zajednicama.
| Članovi Europske Zajednice (Unutarnja šestorka)                  | Članice EFTA-e (Vanjskih sedam)                                            |
| ---------------------------------------------------------------- | -------------------------------------------------------------------------- |
| Belgija Francuska Italija Luksemburg Nizozemska Zapadna Njemačka | Austrija Danska Norveška Portugal Švedska Švicarska Ujedinjeno Kraljevstvo |

## Povijest
Unutarnju šestorku čine zemlje koje su se odazvale pozivu Schumanove deklaracije za udruživanjem izvora ugljena i čelika pod zajedničkim visokim vlastima. Šestorica zemalja su potpisale Pariški ugovor o stvaranju Europske zajednice za ugljen i čelik 18. travnja 1951. (koji je stupio na snagu 23. srpnja 1952.). Nastavljajući od ovoga, pokušali su stvoriti Europsku obrambenu zajednicu: s idejom da se Zapadnoj Njemačkoj dozvoli ponovno oružavanje pod nadležnošću zajedničkog europskog vojnog zapovjedništva, 1952. godine potpisan je ugovor. Međutim, plan je odbio Senat Francuske, koji je također srušio nacrt ugovora za Europsku političku zajednicu (koja bi stvorila političku federaciju koja bi osigurala demokratsku kontrolu nad novom europskom vojskom). Predsjednik Visokog tijela EZUČ i njen osnivač, Jean Monnet dao je ostavku u znak protesta i započeo rad na novom planu koncentriranom na gospodarska područja.
Ovisnost o inozemnoj nafti i stalno iscrpljivanje naslaga ugljena doveli su do ideje o zajednici atomske energije (Monnet je favorizirao zasebnu zajednicu, umjesto da samo proširi ovlasti EZUK-a kako je predložila Zajednička skupština). Međutim, zemlje Beneluksa (Belgija, Nizozemska i Luksemburg) i Njemačka priželjkivale su zajedničko tržište (premda su se tome protivili Francuska i Monnet). Kako bi se pomirile dvije ideje, stvorile su se obje zajednice. Dakle, Unutarnjih šest su 1957. godine potpisale Rimske ugovore, uspostavljajući Europsku ekonomsku zajednicu i Europsku zajednicu za atomsku energiju. Institucije tih zajednica kasnije će se spojiti 1967. godine, što će dovesti do toga da će one kolektivno biti poznate kao " Europske zajednice" (engl."European Communities", njem. ''Europäische Gemeinschaften'', fra. ''Communautés européennes'', tal. ''Comunità europee''),  iako će organizacija u hrvatskom jeziku i dalje biti poznata kao ''Europska zajednica''. Šestorica će nastaviti suradnju do 1973. godine, kada će im se pridružiti dvije zemlje Vanjske sedmorke (Ujedinjeno Kraljevstvo i Danska) te Irska.

## Proširenje i Brexit: devet, deset, dvanaest, petnaest i više
Događaji Sueske krize 1956. pokazali su Ujedinjenom Kraljevstvu da više ne može djelovati samo, već se okrenulo Sjedinjenim Državama i Europskim zajednicama. Ujedinjeno Kraljevstvo se, zajedno s Danskom, Irskom i Norveškom, prijavila za ulazak u članstvo Europskih zajednica 1960. godine. Međutim, tadašnji francuski predsjednik Charles de Gaulle vidio je britansko članstvo u Zajednici kao trojanskog konja za američke interese i stoga je postavio veto na britansko članstvo. Četiri su zemlje ponovno predale svoje prijave 11. svibnja 1967. godine a s Georgesom Pompidouom, koji je naslijedio Charlesa de Gaullea na mjestu francuskog predsjednika veto je ukinut. Pregovori su započeli 1970. godine, a dvije godine kasnije potpisani su ugovori o pristupanju Zajednici sa svim zemljama osim Norveške (Norveška je članstvo odbila na referendumu 1972. godine). Godine 1981. Grčka se pridružila Europskoj zajednici, povećavši broj članica na deset. Nakon svoje demokratske revolucije, Portugal je također napustio EFTA-u da bi se pridružio Zajednicama 1986. godine, zajedno sa Španjolskom. Dvanaestorici su se 1995. pridružile Švedska, Austrija i Finska (koje su se pridružile EFTA-i 1986. godine), a od prvotnih Vanjskih sedam ostale su samo Norveška i Švicarska, premda su im se u EFTA-i kasnije pridružile Island i Lihtenštajn. S druge strane, Europske zajednice postale su Europska unija (EU) te dosegle broj od 28 članova. Nakon Brexita, taj broj je pao na 27 članica.